# Джипінг на природних територіях

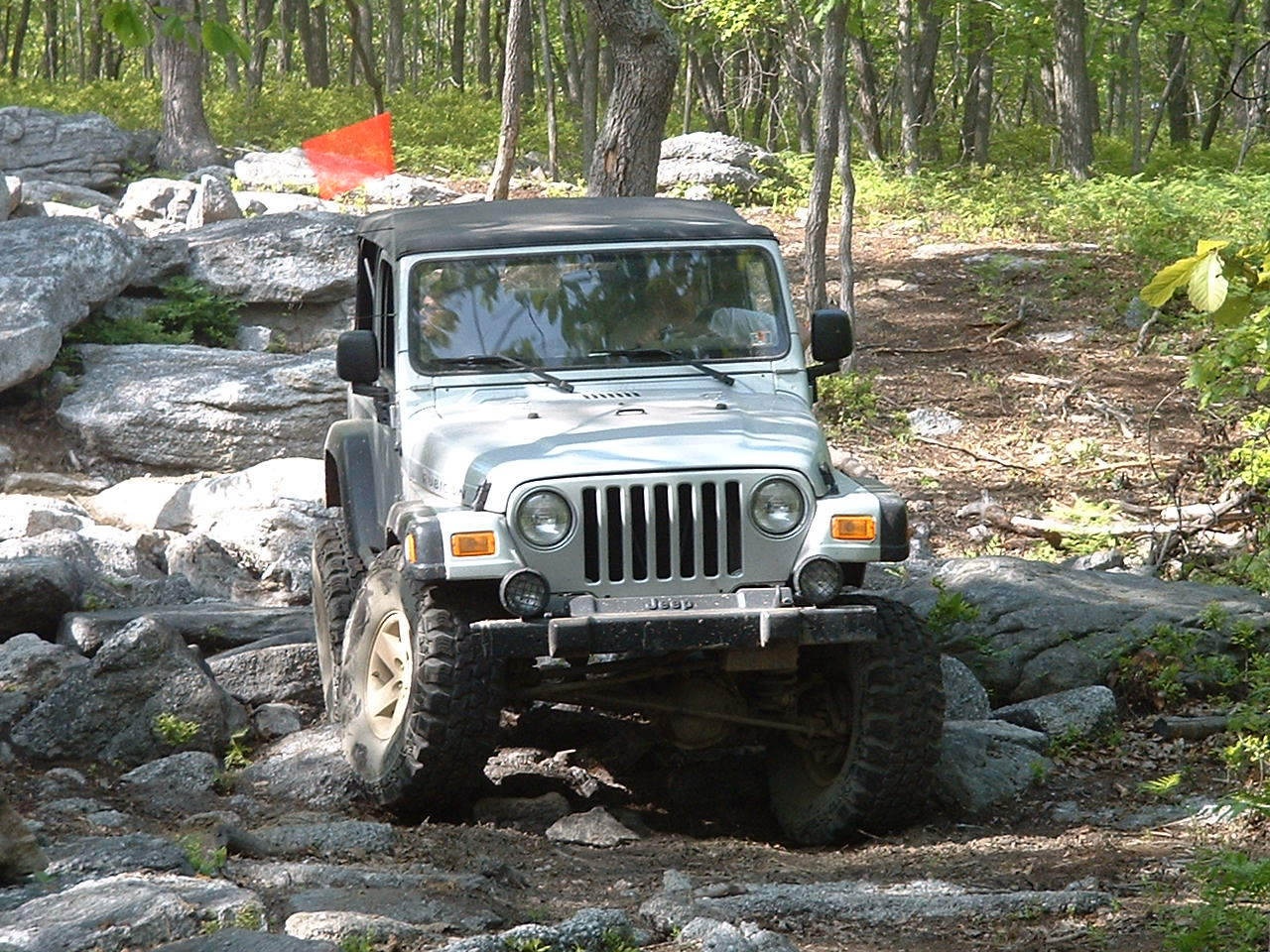
Джипінг

Джипінг — перегони, ралі, трофі-рейди та інші заходи на важкопрохідній техніці по природних територіях (автомобілі, багі, квадроцикли). Термін не має офіційного визначення став усталеним поняттям лише в контексті заходів, що проводяться на природних територіях. Термін фігурує в рішеннях органів державної влади лише в зазначеному контексті.

## Нормативна база
Джипінг заборонений на території об'єктів природно-заповідного фонду низкою нормативних актів.
- Закон України "Про природно-заповідний фонд України"[1] у статті 16 забороняє "пересування механічних транспортних засобів, за винятком шляхів загального користування" на території природних заповідників, у статті 18 - для заповідних зон біосферних заповідників, у статті 21 - у заповідних зонах національних природних парків, у статті 24 - у заповідних зонах регіональних ландшафтних парків, а також у статті 30 - у заповідних урочищах.
- Доручення Міністерства охорони навколишнього природного середовища України № 12178/26/10-10 від 21.06.2010 року «Щодо обмеження шкідливої діяльності на територіях природно-заповідного фонду» доручає територіальним органам Міністерства утриматись від погодження заходів з використанням авто- мототранспорту на природних територіях.
- Розпорядження № 138 «Про заборону „джипінгу“ та використання інших транспортних засобів на територіях природно-заповідного фонду Івано-Франківської області» видане 18 березня 2008 року. Розпорядження забороняє не лише змагання, а і взагалі заїзд приватного транспорту на території природно-заповідного фонду області та дає розпорядження відповідним природоохоронним органам не погоджувати такі заходи і вести контроль за можливими самовільними спробами джипінгу.
- Розпорядження голови Вінницької ОДА «Про посилення контролю за дотриманням законодавства на територіях природно-заповідного фонду області»[2]
- Наказ Міністерства екології та природних ресурсів України від 16.03.2015 № 80 «Про додаткові заходи щодо збереження територій та об'єктів природно-заповідного фонду», який забороняє проведення ралі та джипінгів на територіях природно-заповідного фонду[3].

### Нормативна база обмеження пересування водного транспорту на природних акваторіях
Окрім згаданого вище Наказу Міністерства екології та природних ресурсів України від 16.03.2015 № 80 «Про додаткові заходи щодо збереження територій та об'єктів природно-заповідного фонду», який забороняє пересування моторних човнів на річках природно-заповідного фонду за винятком випадків, пов'язаних з ліквідацією наслідків надзвичайних ситуацій, стихійних лих; виконання службових обов'язків правоохоронними органами; здійснення національними природними парками діяльності відповідно до Положень про них.
На даному етапі, закони України не забороняють пересування моторних човнів на вузьких річках, навіть на територіях природно-заповідного фонду. Деякі окремі заборони можна знайти лише для сезону нересту. Тому обмеження здебільшого реалізовані на рівні окремих національних природних парків. Так, у тексті Положення про НПП "Гомільшанські ліси" (пункти 2.2., 4.5.1., 4.8., 4.16) забороняється пересування спортивних човнів по р. Сіверський Дінець в межах НПП.
Деякі окремі заборони можна знайти лише для сезону нересту (Рішення Харківської обласної ради від 26.12.2006 р. N147-в «Про затвердження правил користування маломірними і малими суднами на водних об’єктах області»).

## Аргументи природоохоронців проти джипінгу
- автомобілі нищать колесами рослини та тварин[6]
- руйнують природний вигляд ландшафту

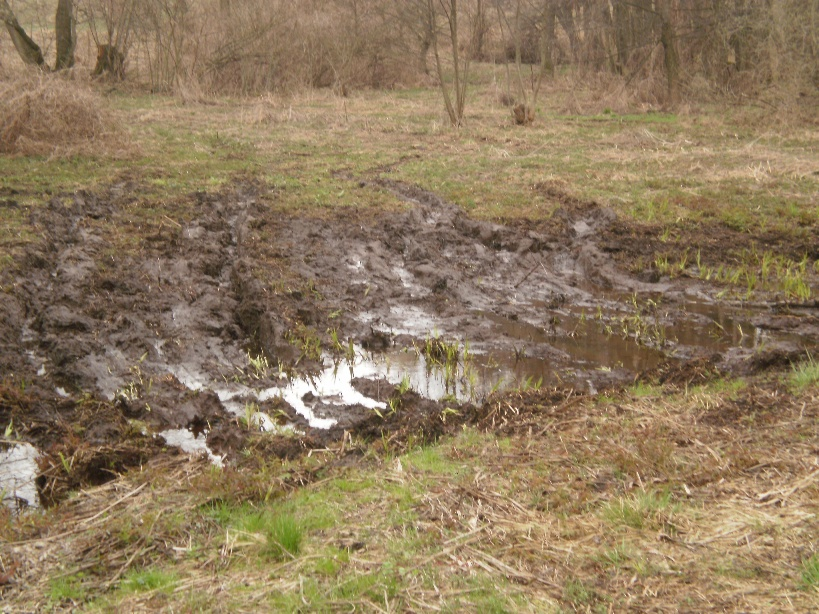
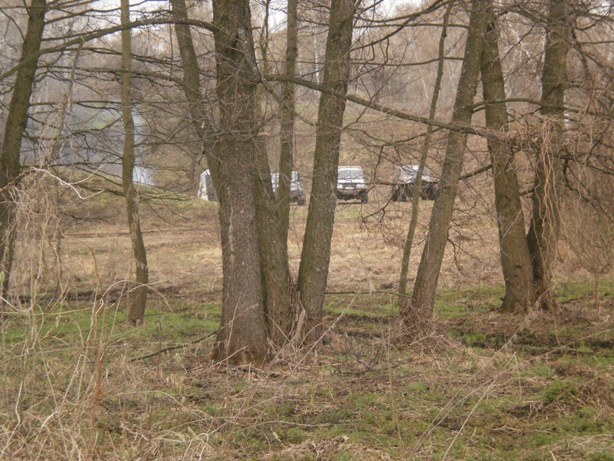
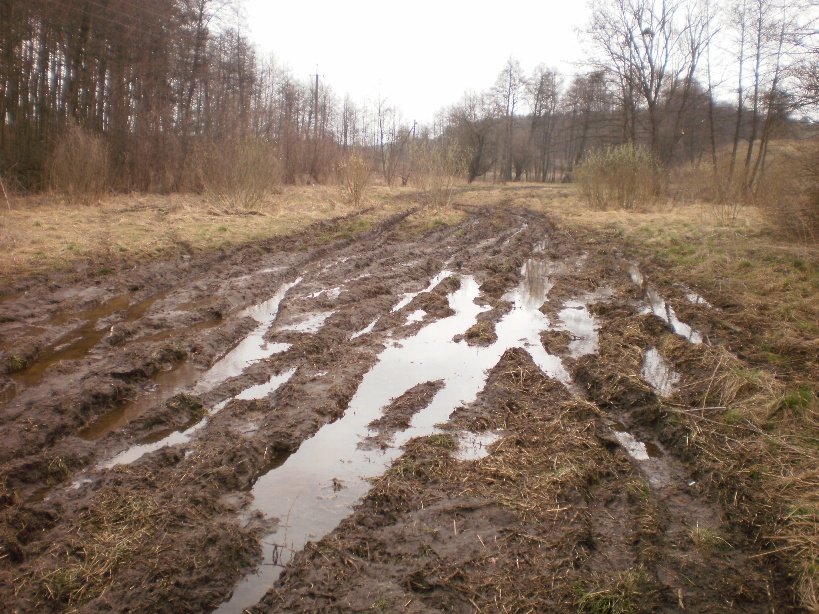
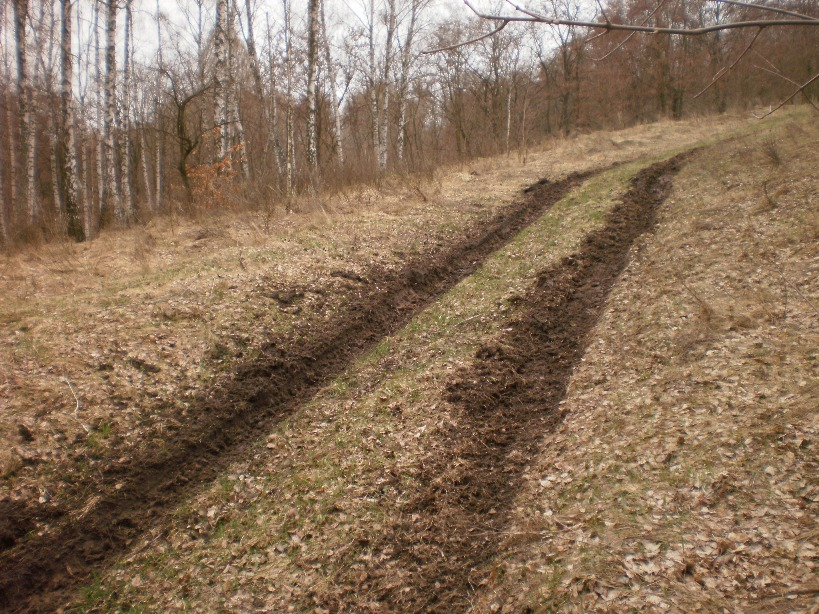

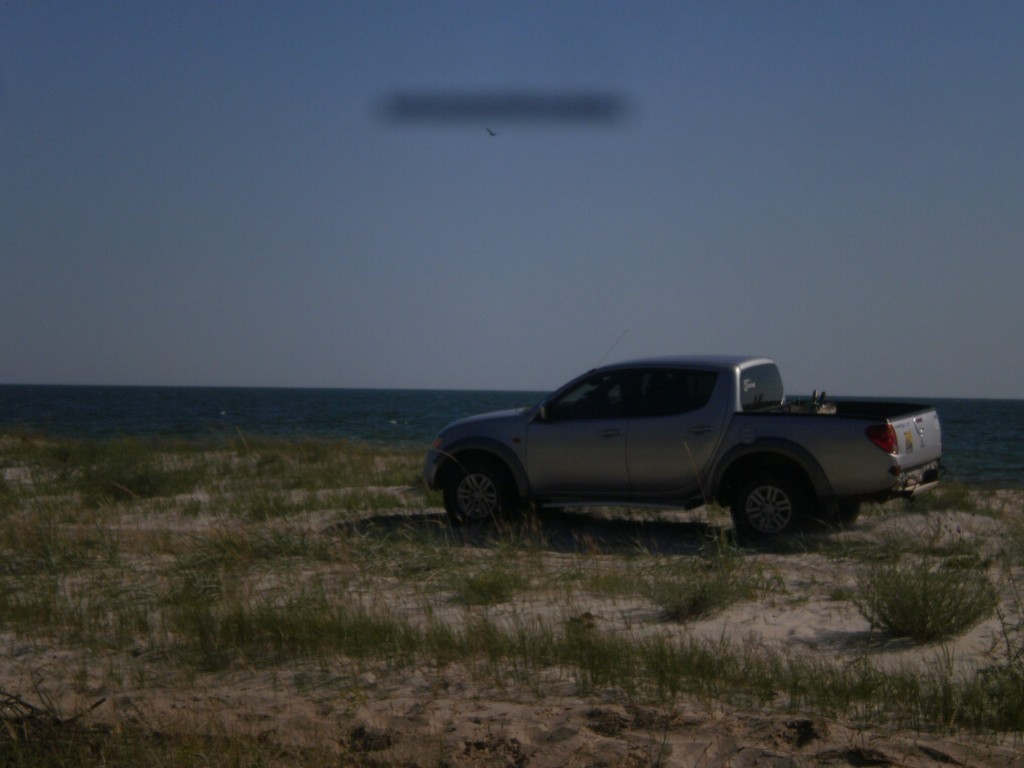
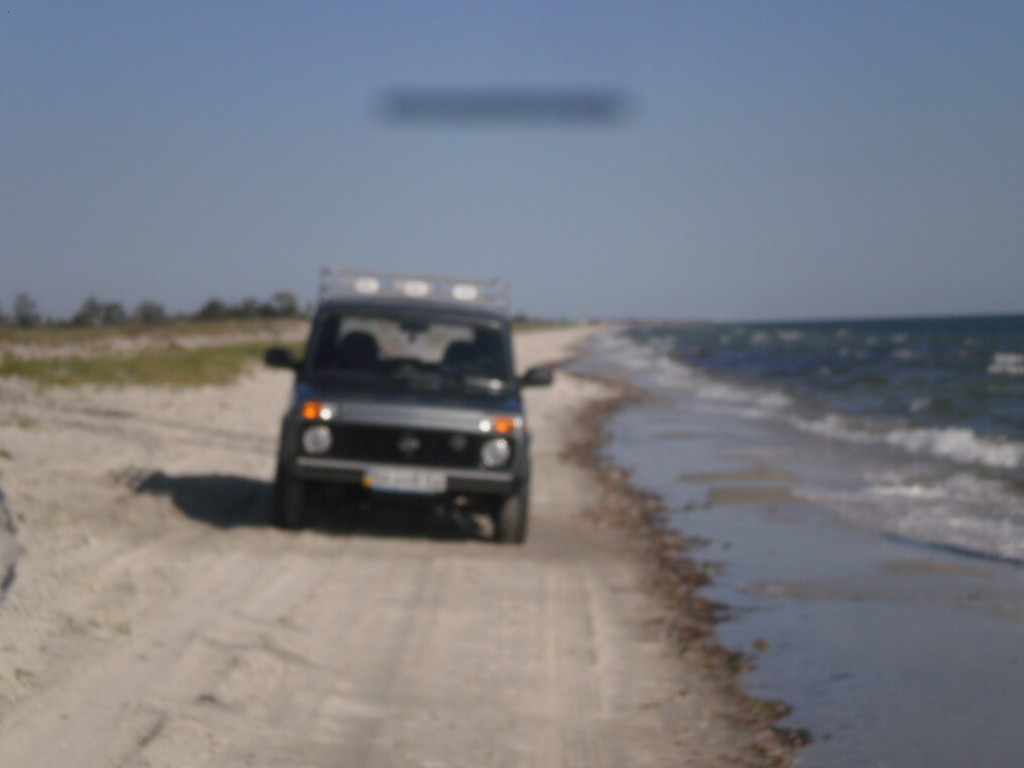
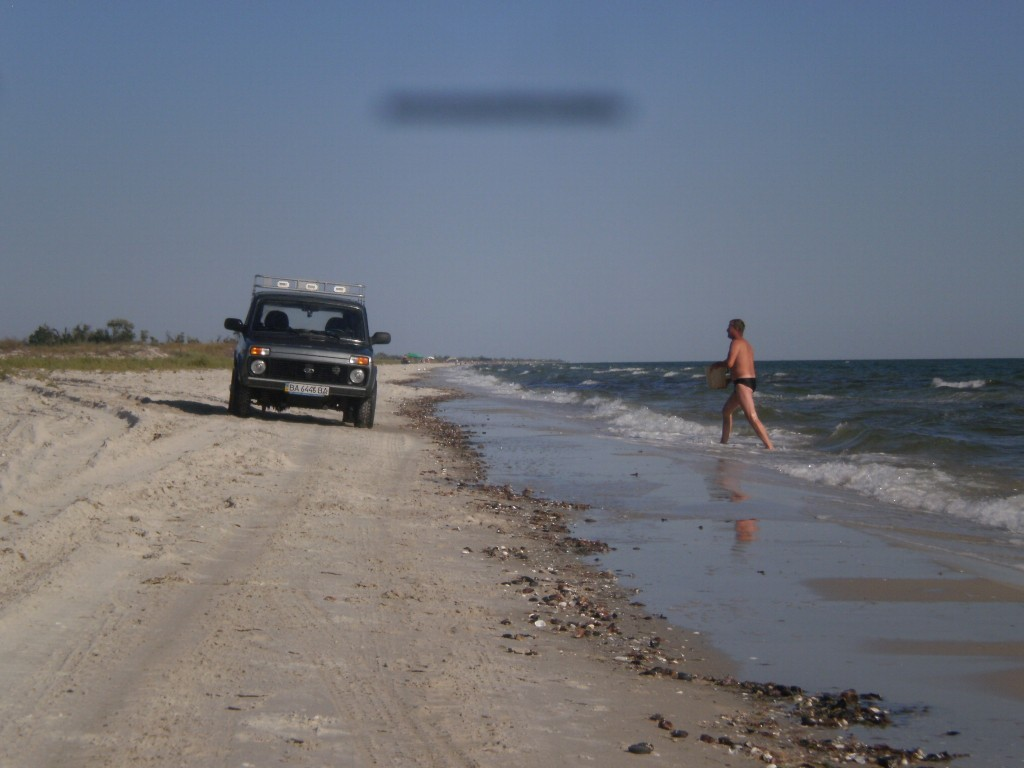
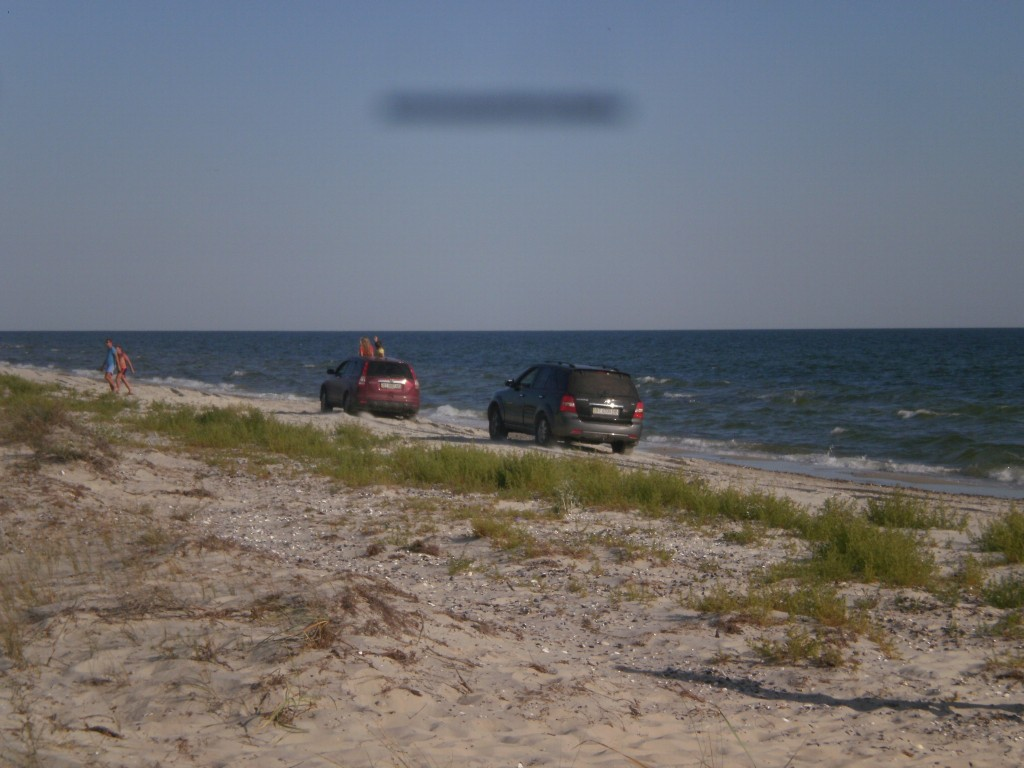
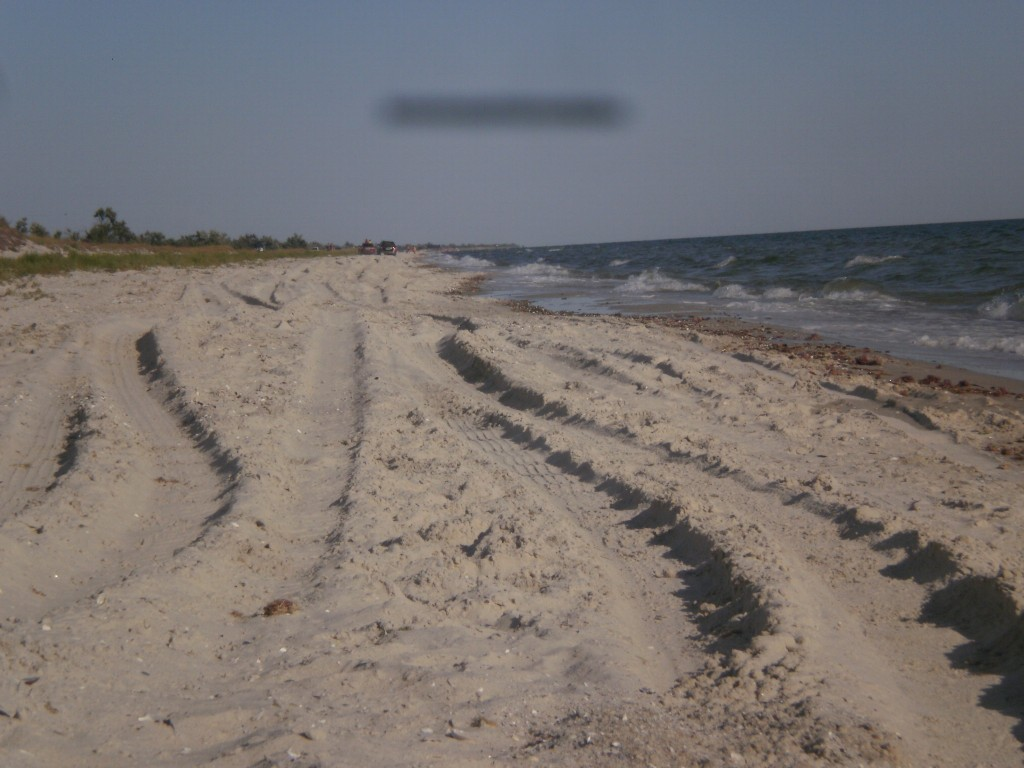
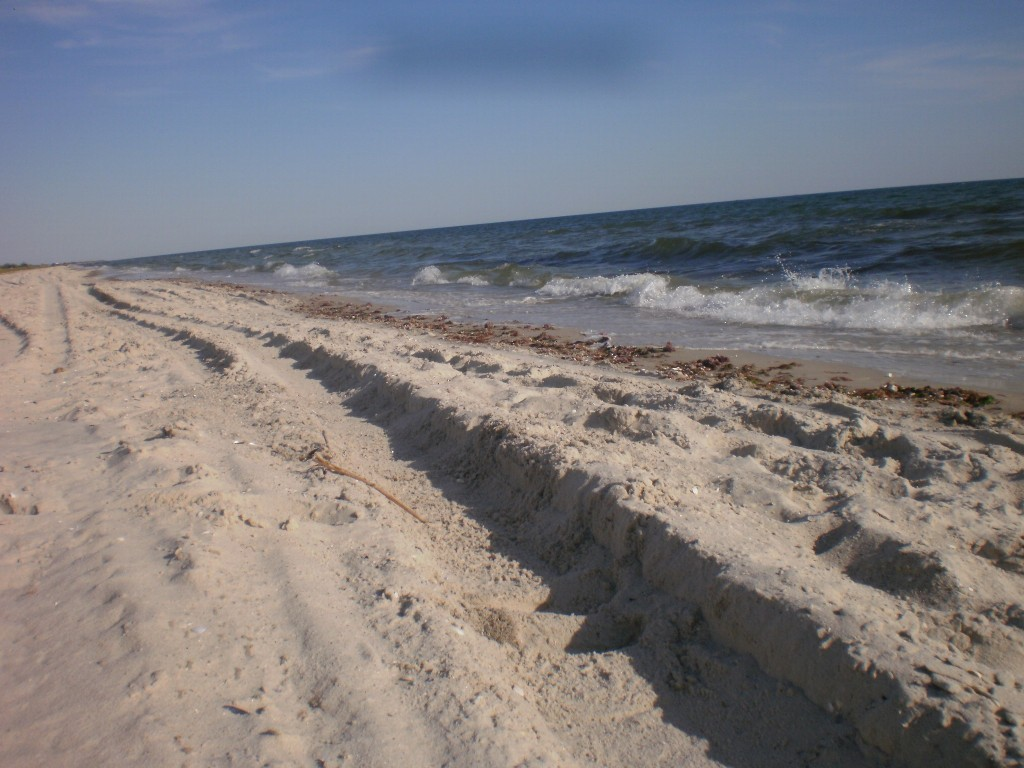

- провокують ерозію (особливо на гірських дорогах)
- на морських пляжах гніздує багато видів навколоводних птахів

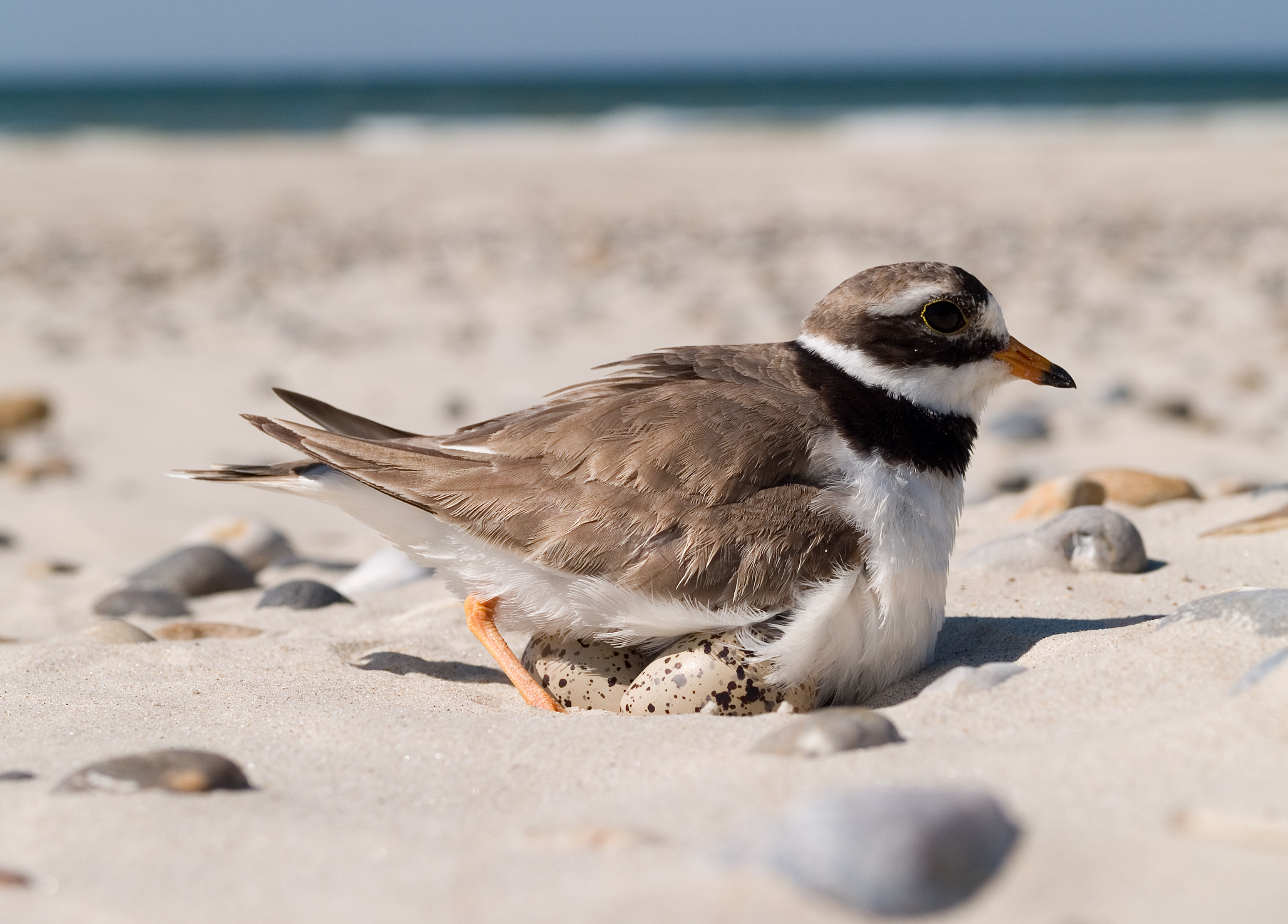
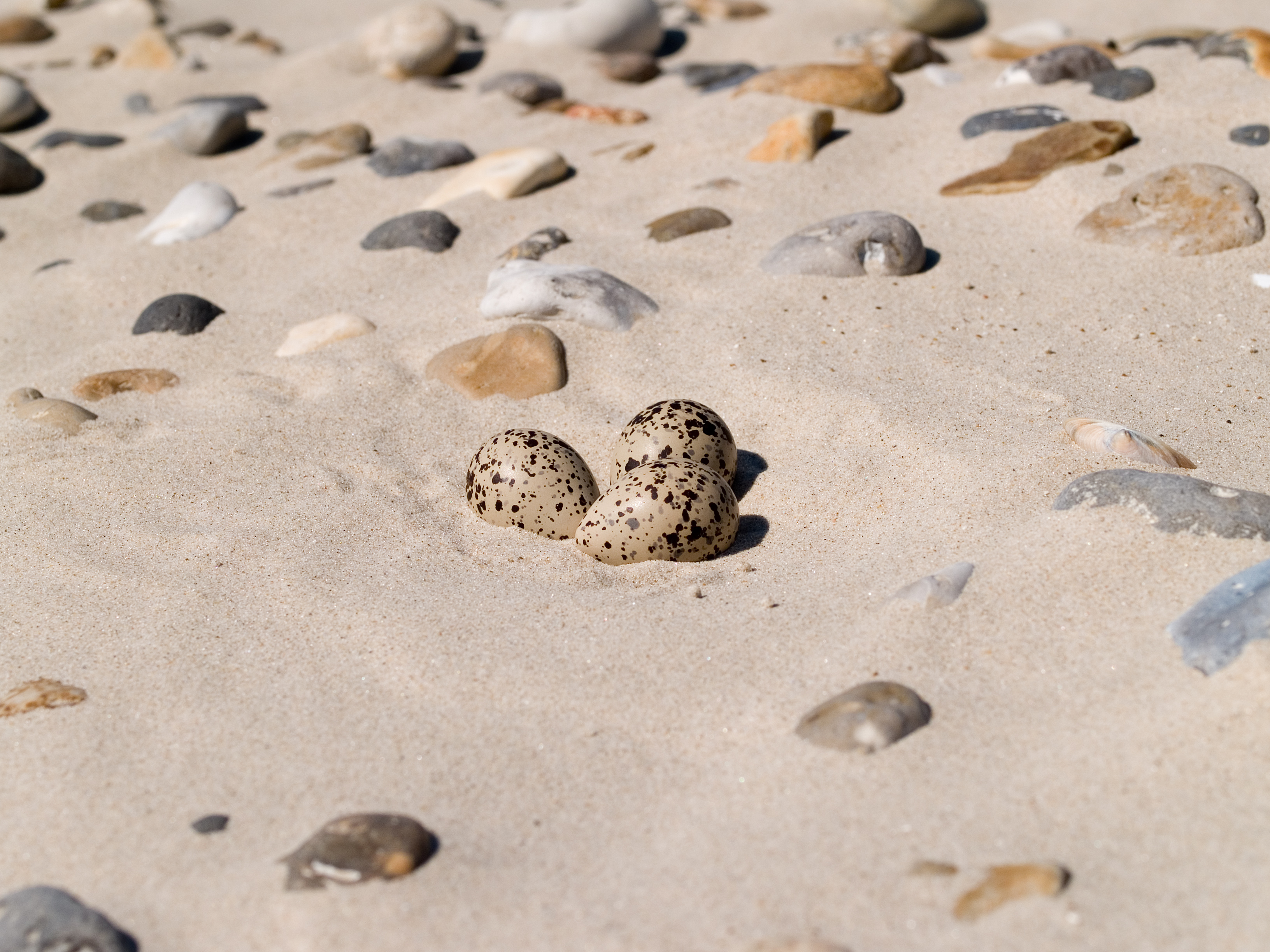

- в калюжах дорожних колій у Карпатах відбувається нерест і розвиток амфібій, занесених до Червоної книги України — кумки жовточеревої, тритону альпійського, тритону карпатського та саламандри плямистої.

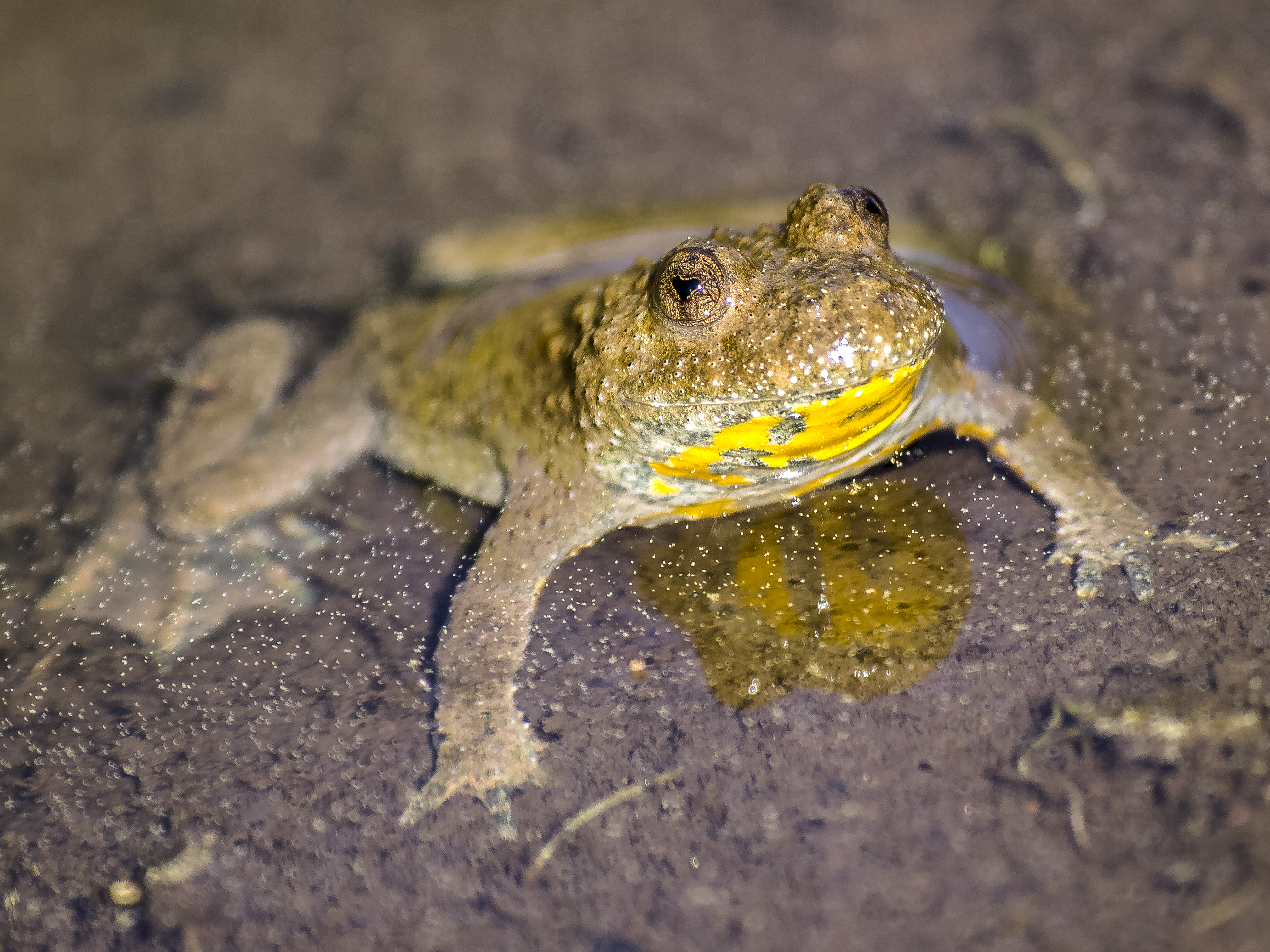
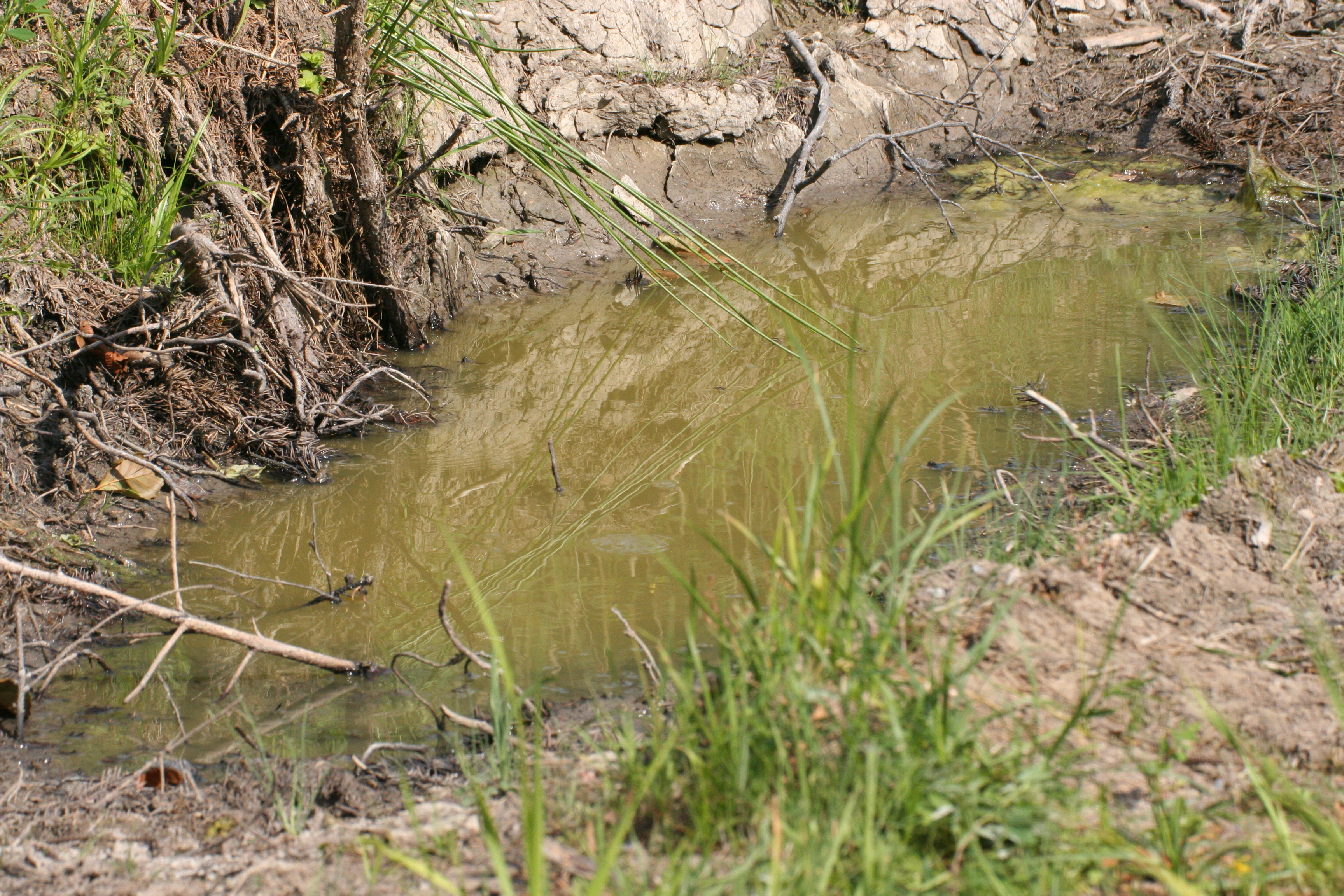
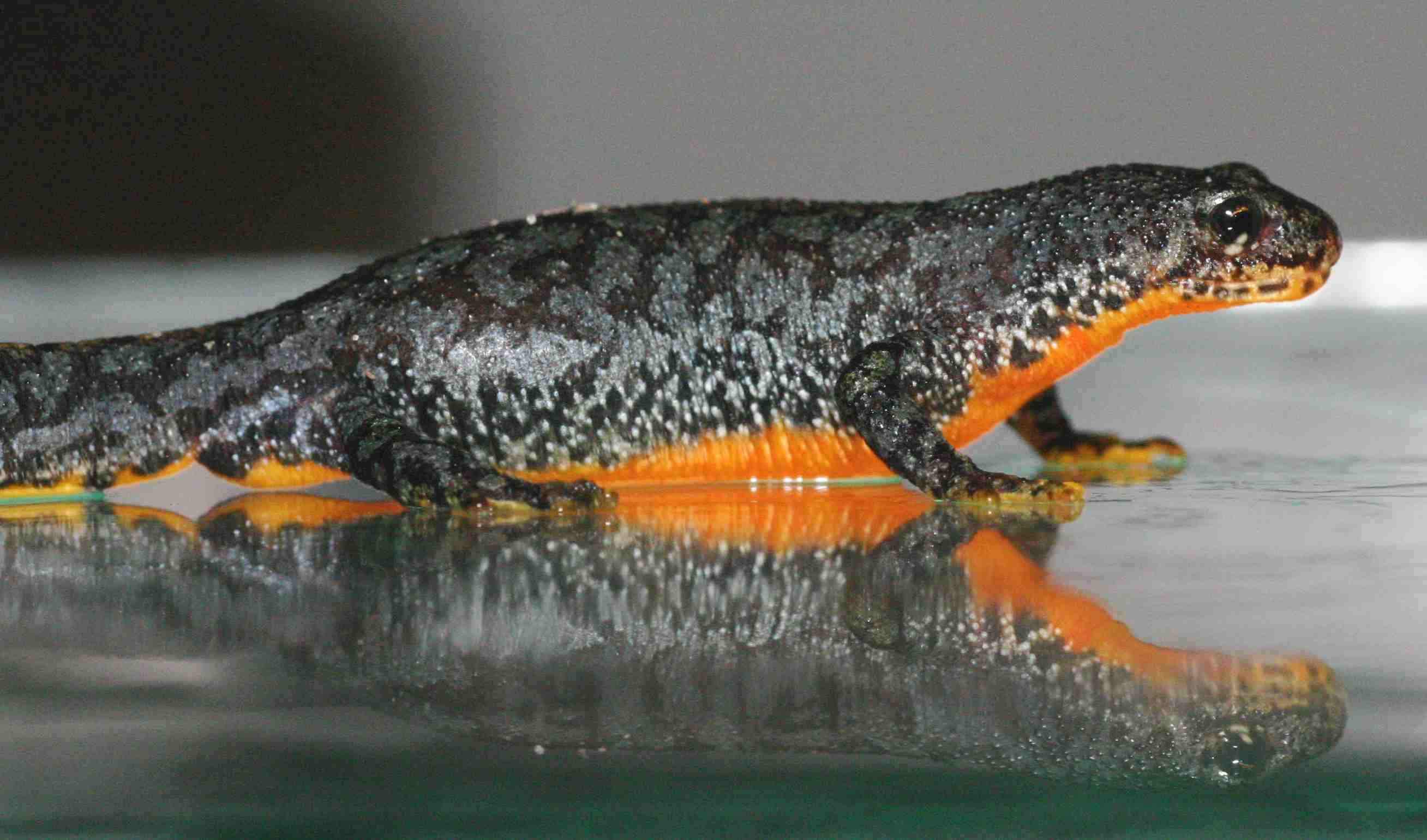
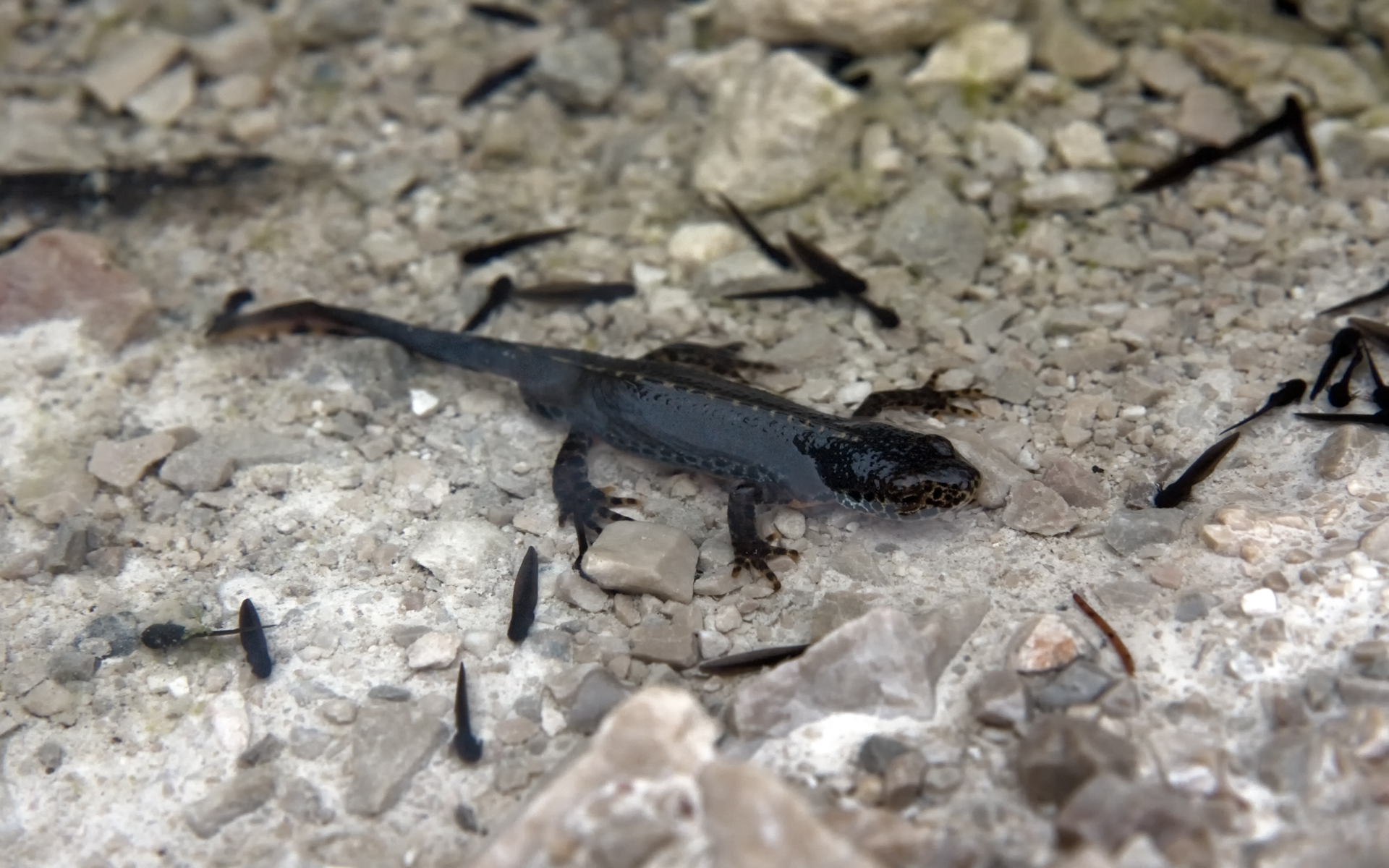
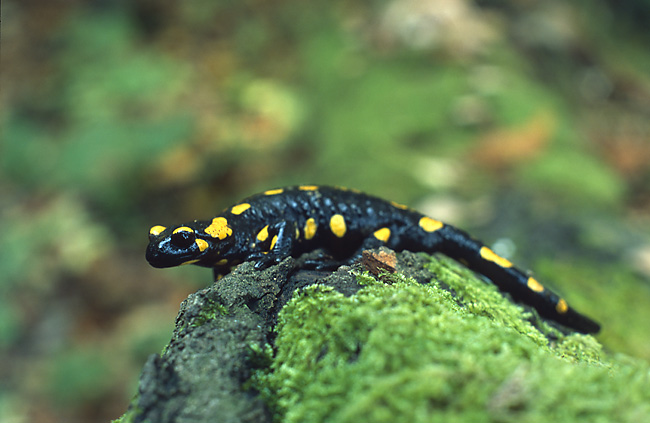
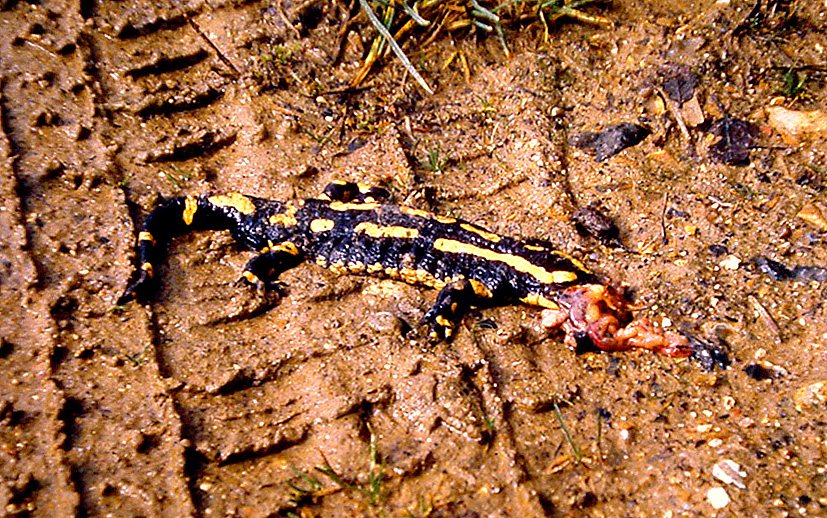

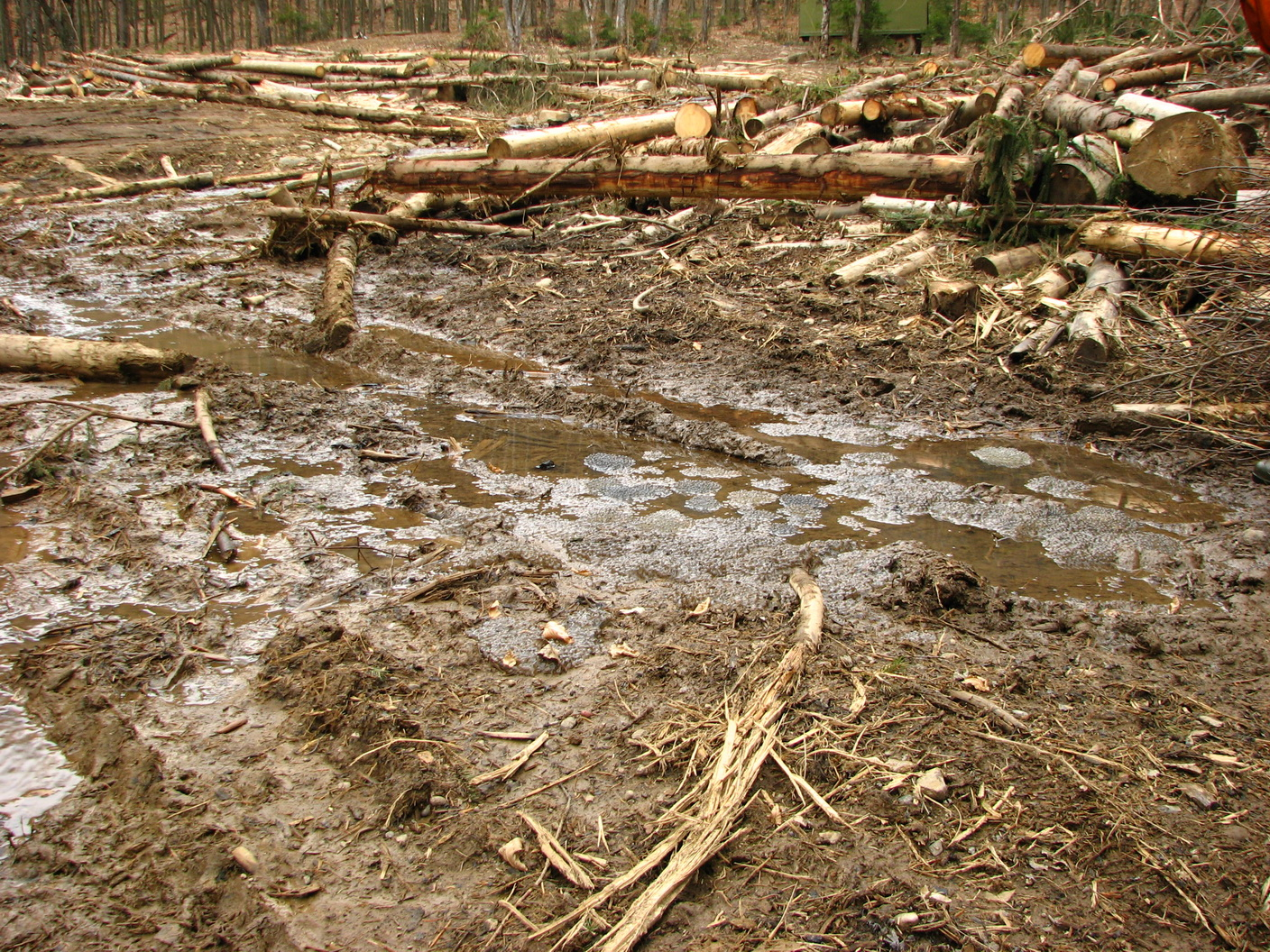
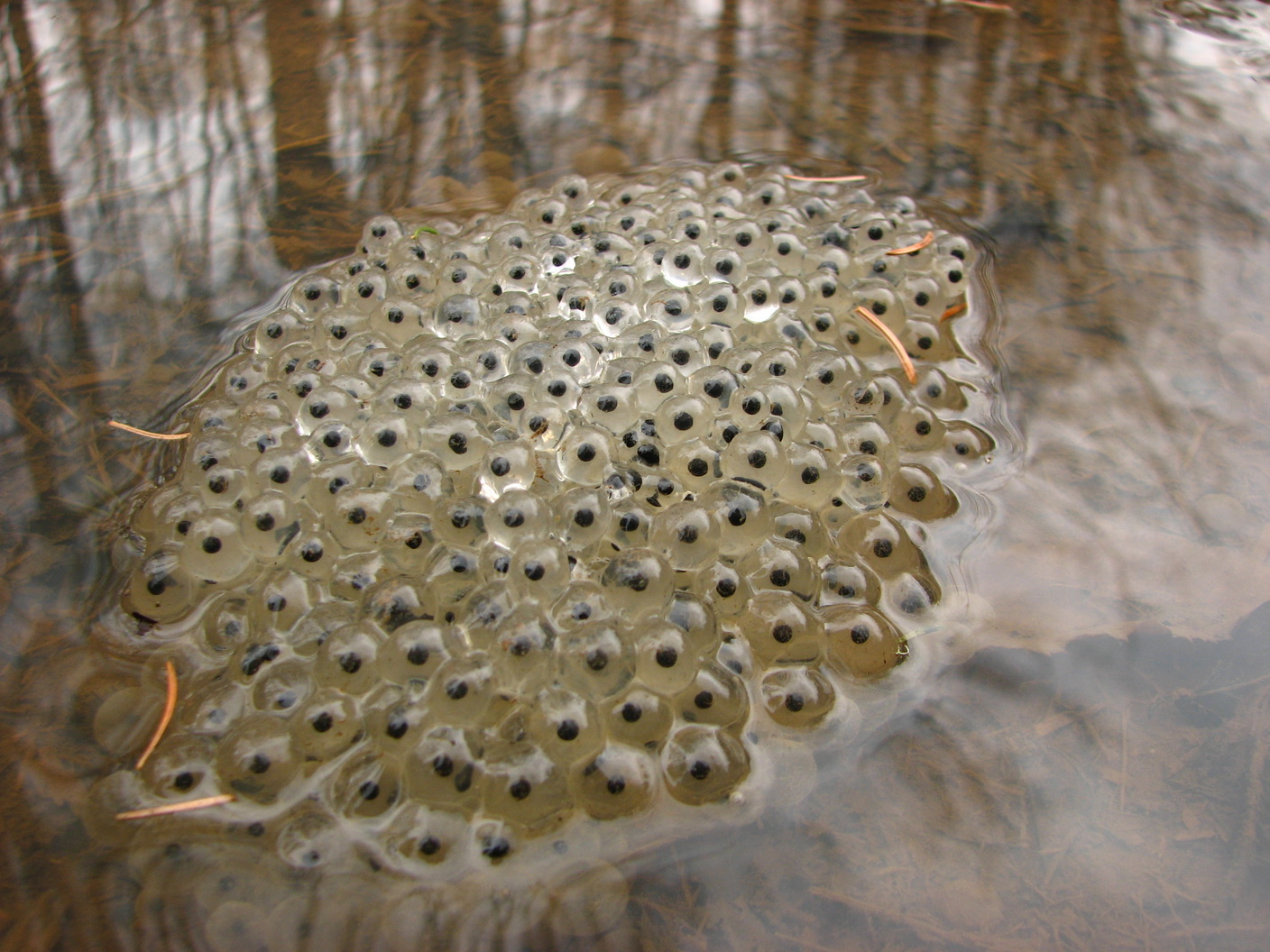
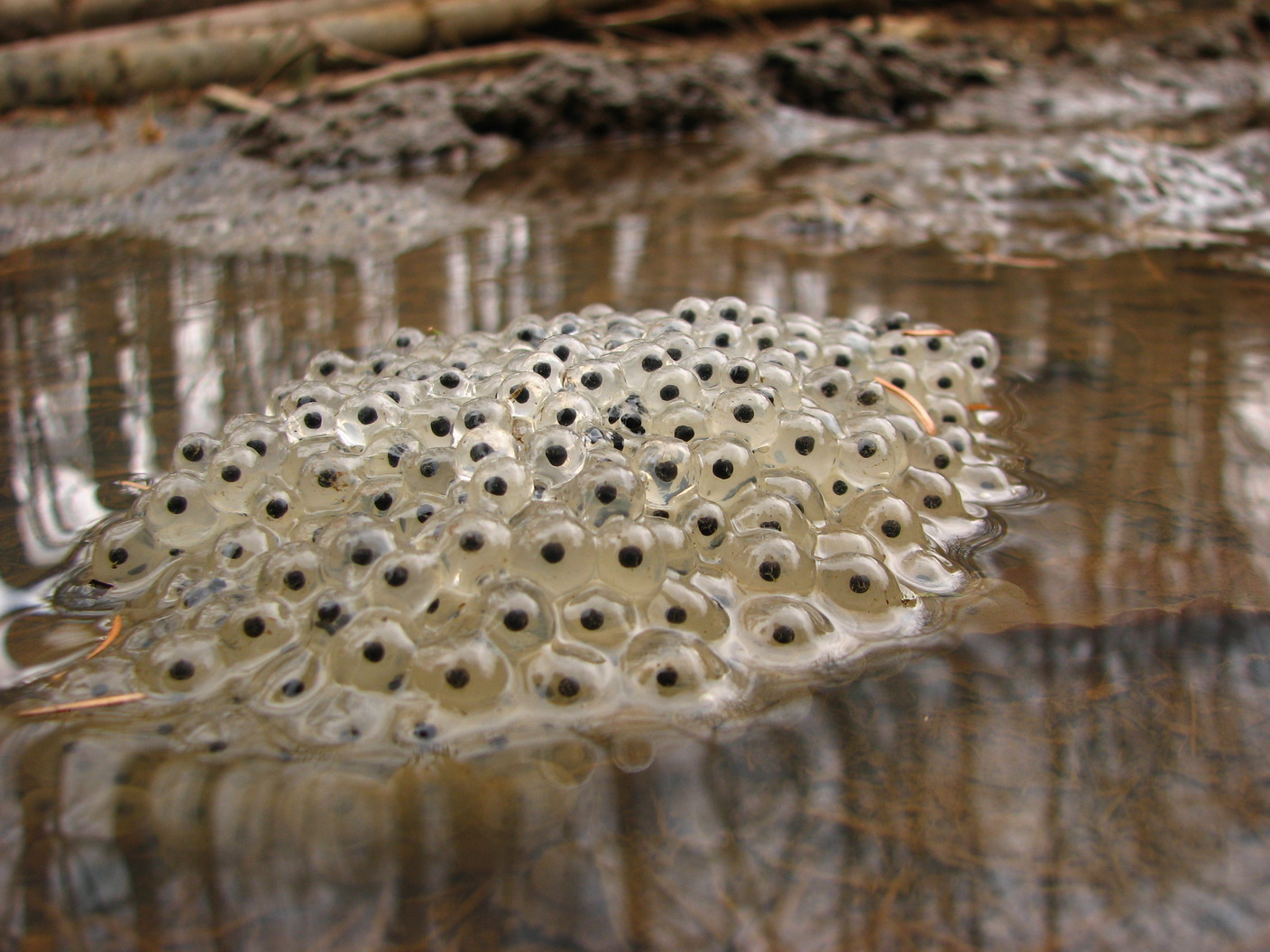
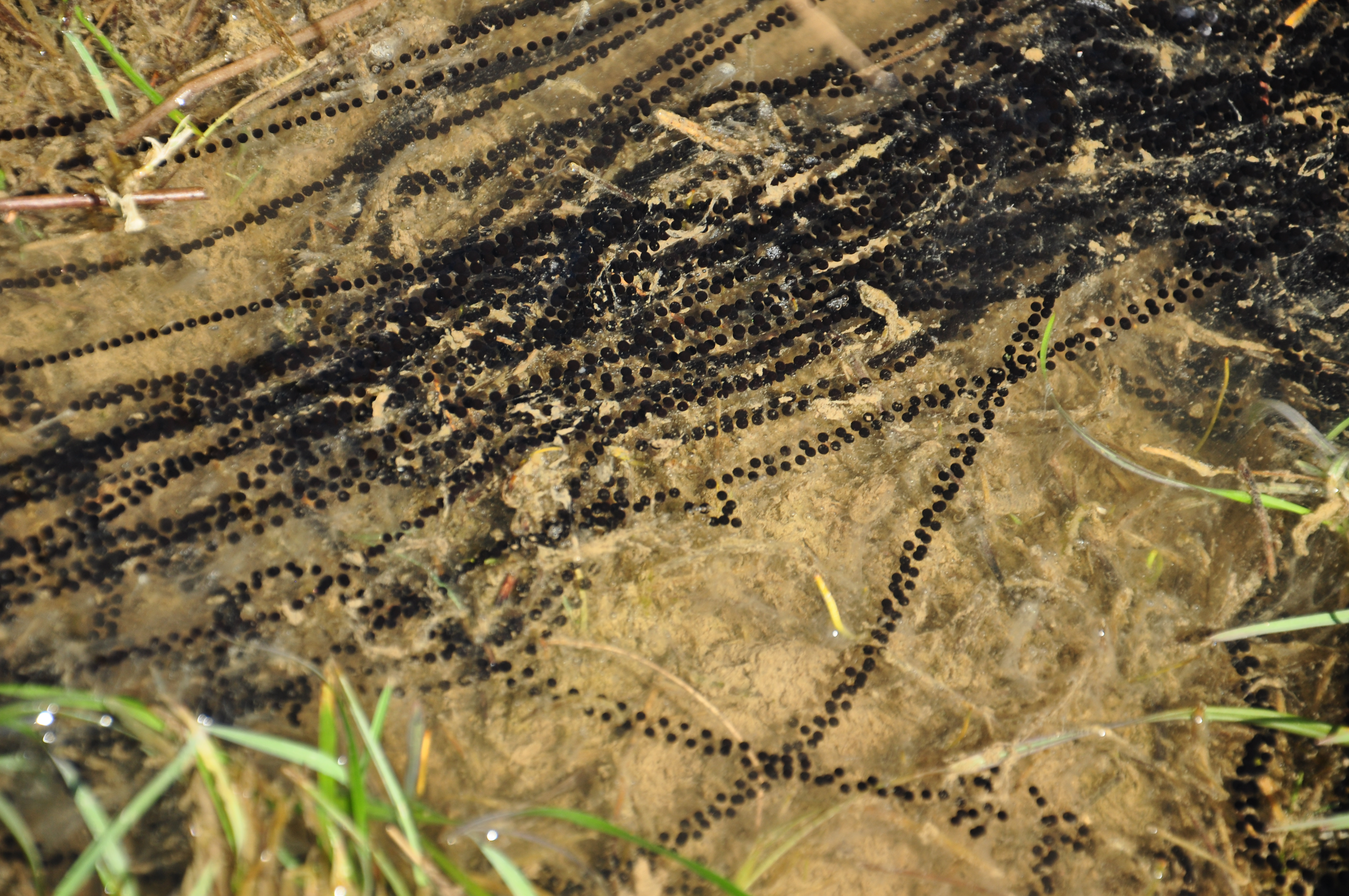
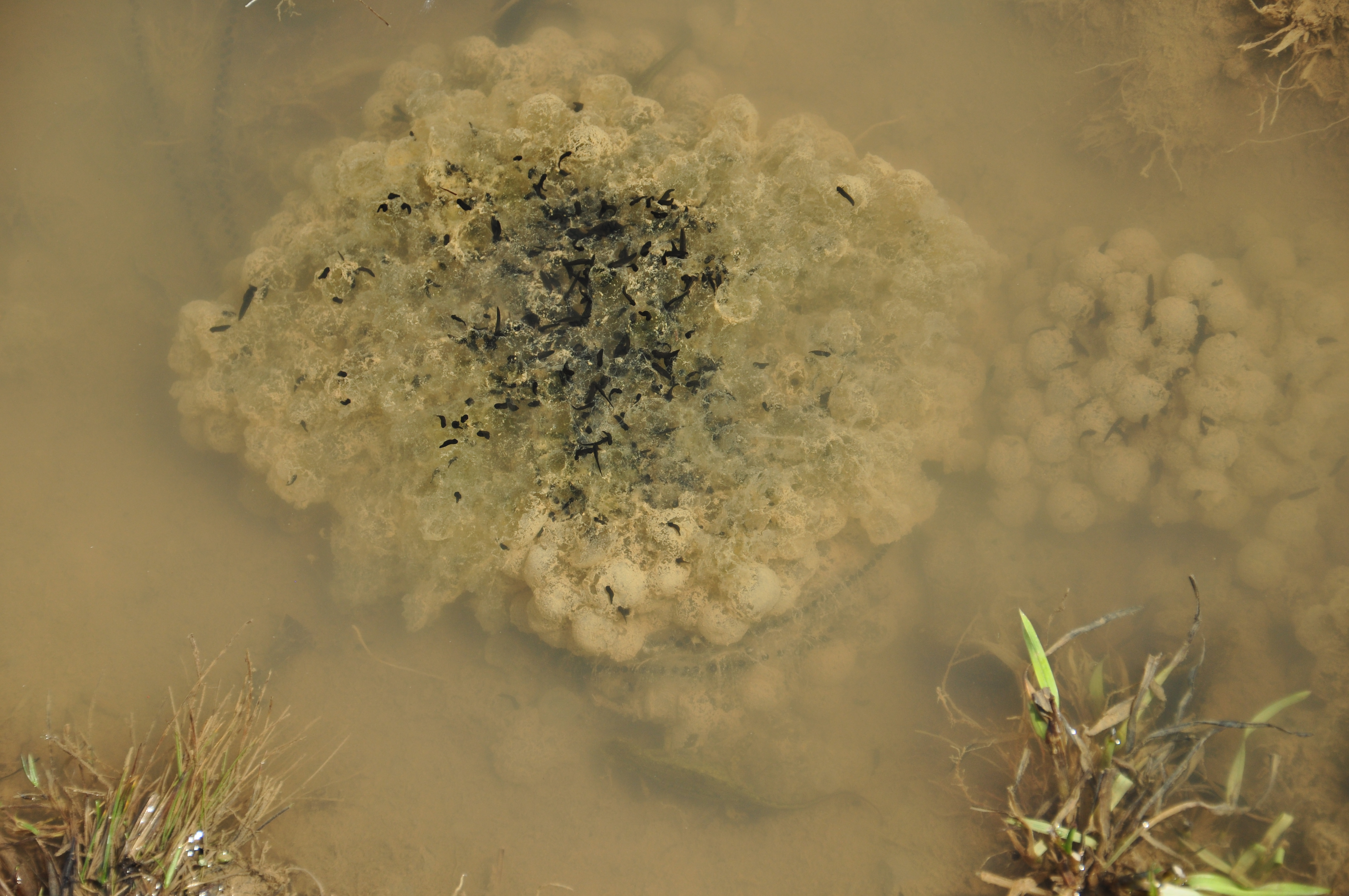

- Джипінг призводить і до появи загроз надзвичайних ситуацій. Так, на території НПП «Білобережжя Святослава», в межах якого розміщені три населені пункти, масовий заїзд автотранспорту на берегову смугу руйнує береговий вал. У штормових умовах хвилі можуть затопити населені пункти, досягнувши території Кінбурнської коси через порушені ділянки берегового валу.

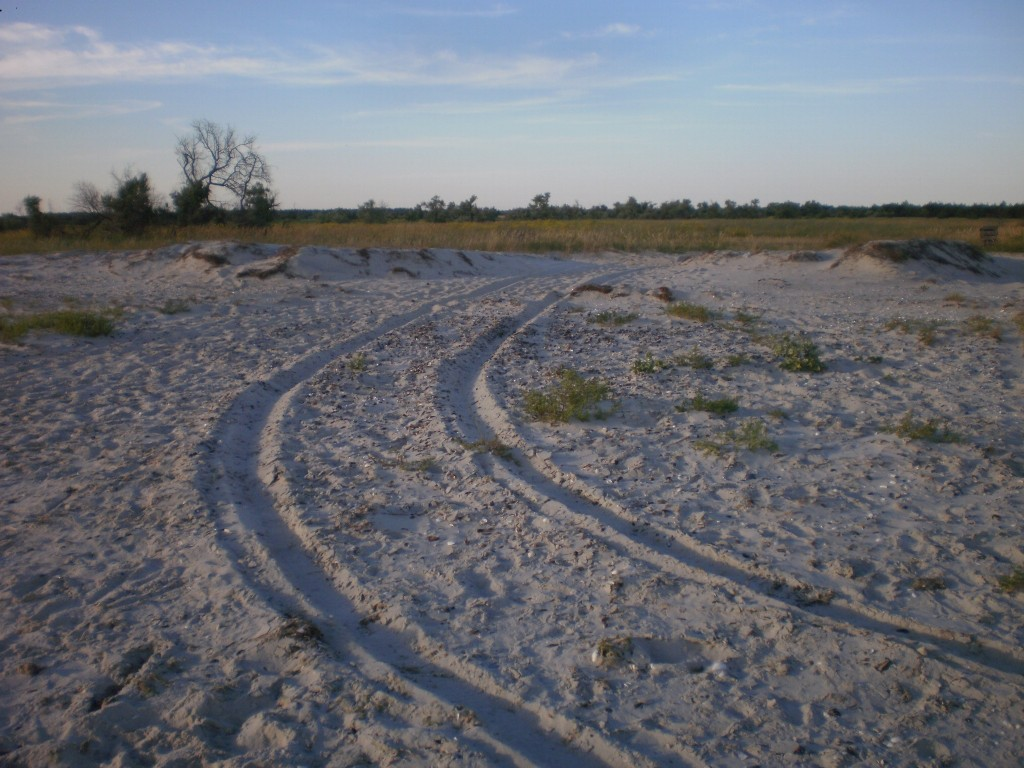
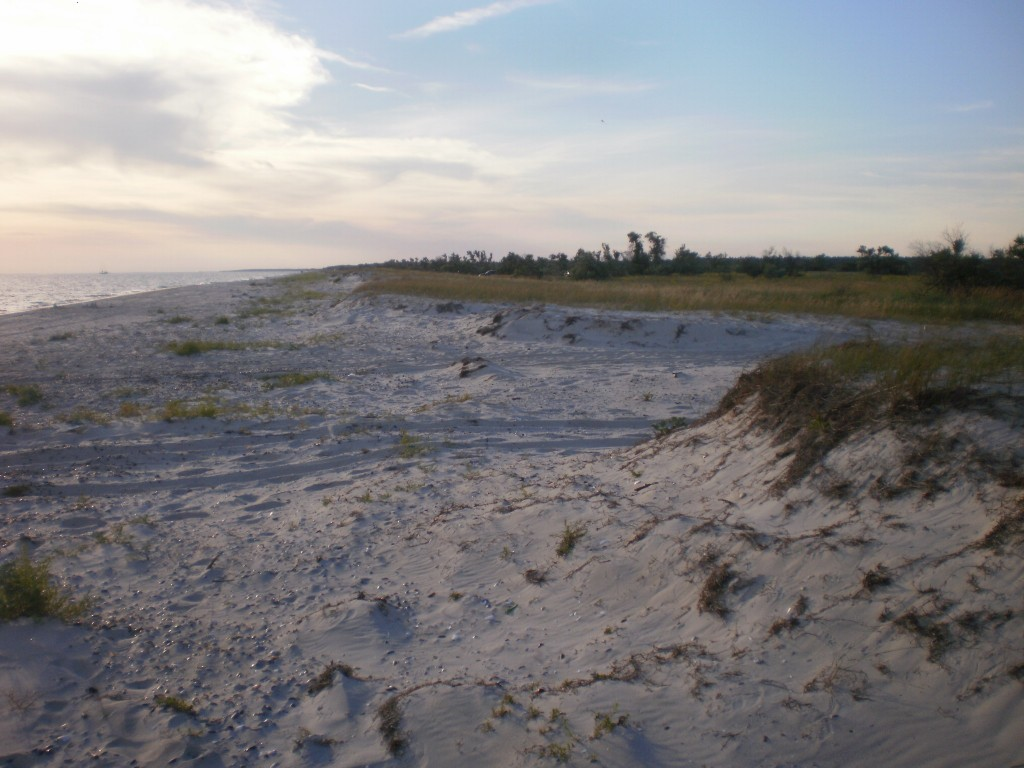
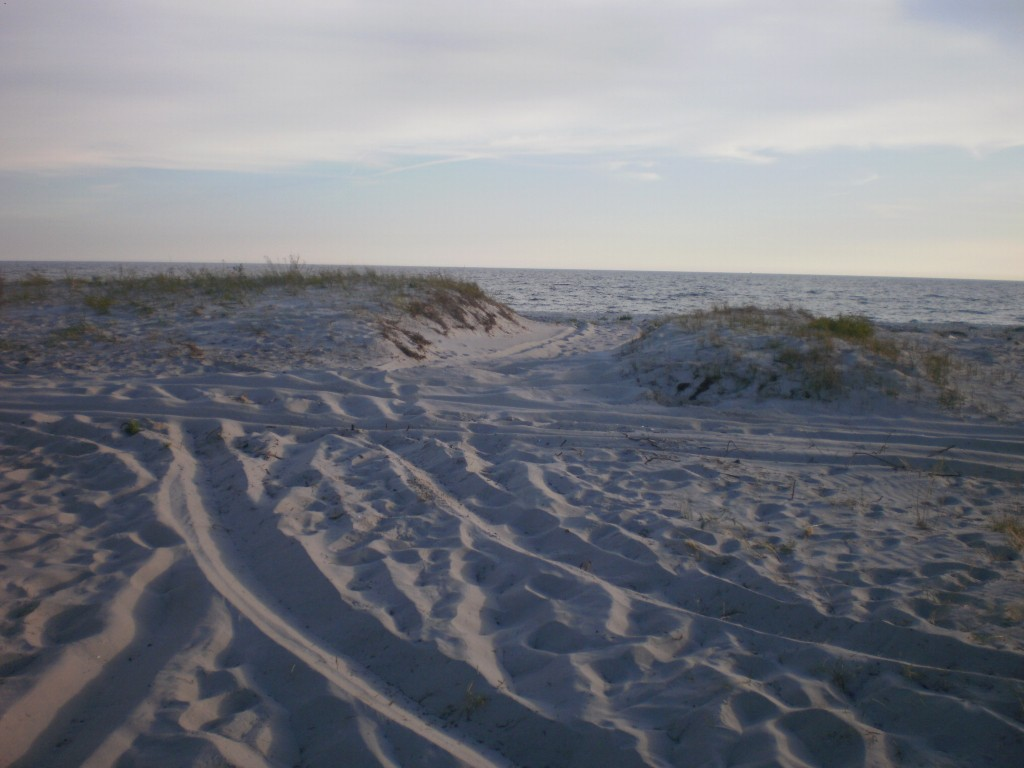

Власники позашляховиків, у своїй більшості, переконані, що їхніми автомобілями слід їздити саме поза шляхами, тому більшість вказаних загроз в більшості випадків справджуються всі одночасно.

### Аргументи природоохоронців проти спортивних човнів на річках природно-заповідного фонду
Безпосередня причина проблеми — потужна хвиля, що утворюється при роботі гвинтів мотора, а також від стрімкого руху човна по воді. На вузьких річках масштаб їх дії дуже помітний. Тим більше, для такого роду водних розваг подекуди використовують надпотужні морські катери і скутери, не сумісні з пересуванням по річках.
- Хвиля підмиває береги, що призводить до падіння дерев у річище річки. Це стає причиною більш обширної ерозії берега, руйнування берегової смуги. Кінцевим результатом цього стають потужні зсуви високого берега річки.
- Ґрунт потрапляє у річку, замулює її, збільшуючи тим самим швидкість прогрівання води, її зацвітання та гниття. До того ж, через струс води гвинтом та удари катера, кисень, розчинений у воді, виходить у повітря.
- В таких умовах вода зацвітає ще швидше, що спричиняє кисневе голодування, від якого помирають риби та інші водні тварини.
- Під час нересту риби, що відбувається на прибережному мілководді навесні, хвиля від катерів викидає риб’ячу ікру на берег, від чого вона неминуче гине. Влітку, на берег викидаються водні рослини, серед яких є і такі рідкісні види як сальвінія плаваюча (Червона книга України). Частина рослин викидається на берег і всихає, а частина навпаки – відбивається відкатом хвилі від берега і уноситься стрімкою течією річки з типових місць зростання.
- Представники придонної флори та фауни підіймаються в верхні горизонти води і також уносяться течією.
- Технологічно, вихлопи бензинового двигуна разом з залишками незгорілого пального, викидаються прямо у воду і забруднюють річку. Та й саме шумове забруднення середовища є одним з негативних чинників впливу на довкілля. Зокрема, шумове забруднення в місцях мешкання зникаючих рослин забороняється вимогами ратифікованої Україною Бернської конвенції (ст.6.с).

## Історія

### 2008
У 2008 році громадські організації природоохоронного спрямування розгорнули першу кампанію проти джипінгу по природних ландшафтах. Факти проведення таких перегонів неодноразово зафіксовані в Криму (Тарханкутський та Керченський півострови), на Харківщині, Київщині та в інших областях, на заповідній Кінбурнській косі.
Початок цьому поклав неприємний прецедент, коли восени 2007 року відбулась акція «підкорення» г. Говерли на вітчизняному джипі «Нива». Така зухвала PR-акція майже відразу призвела до появи в Карпатах масового джипінгу.
Низка національних природних парків підтримали кампанію.

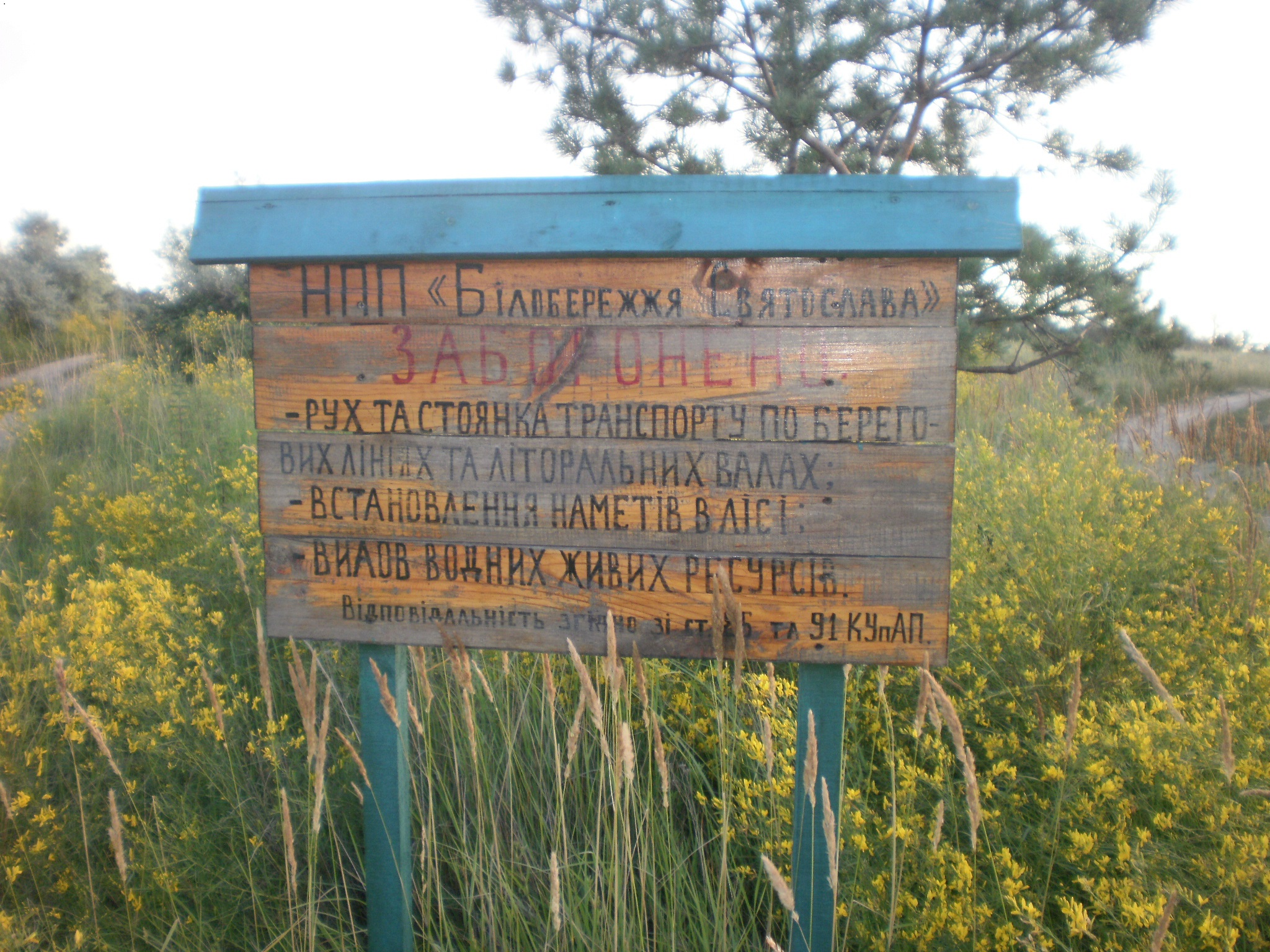
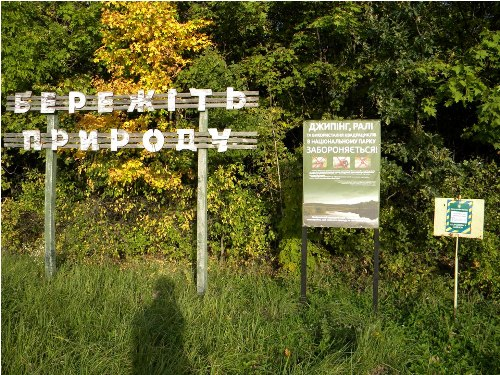
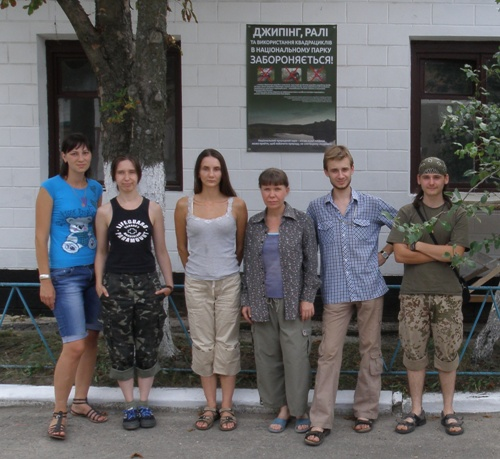

Окремо, під час "Школи молодого природоохоронця - 2006" у НПП "Гомільшанські Ліси" було започатковано кампанію проти використання спортивних човнів на вузьких річках та річках природно-заповідного фонду.

### 2010
У 2010-2012 роках з ініціативи політика Євгена Червоненка проходили ралі Prime Yalta Rally в Криму, через територію Кримського природного заповідника і Ялтинського гірсько-лісового природного заповідника. При цьому, дирекція заповідників наголошувала на неприпустимості цих заходів. Лише у 2011 році захід вдалось не допустити на території заповідника. Але у 2012 він був проведений знову.

### 2011
Однією з найяскравіших подій 2011 року в екологічній сфері стала стрімка перемога екологів над джиперами, що на чолі з Віктором Януковичем-молодшим планували ралі-рейд заповідним фондом Полісся (природними заповідниками"Поліський", «Древлянський», та НПП «Шацький», «Прип'ять-Стохід» та низкою заказників). Після блискавичної кампанії природоохоронці домоглись зміни маршруту ралі та винесення проблеми джипінгу на всеукраїнський розголос.

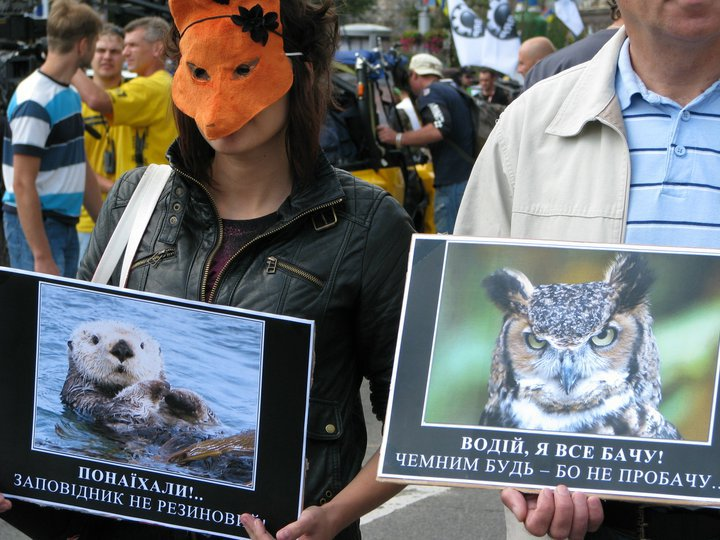
Акція проти джипінгу, 2011-07-02
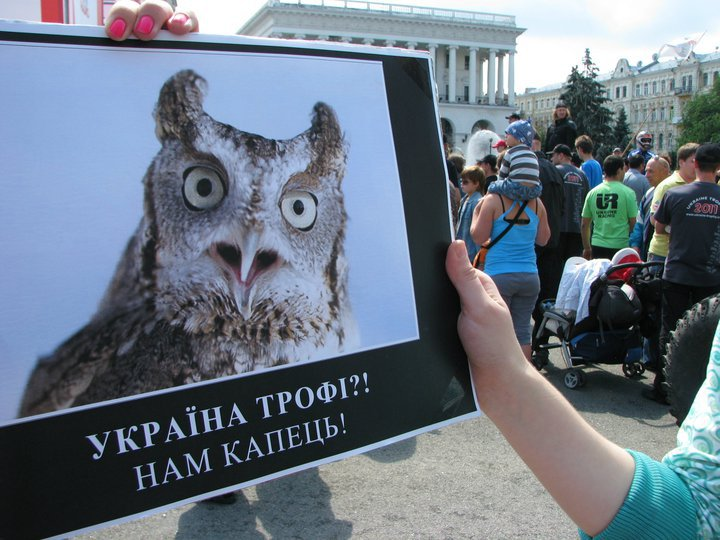
Акція проти джипінгу, 2011-07-02
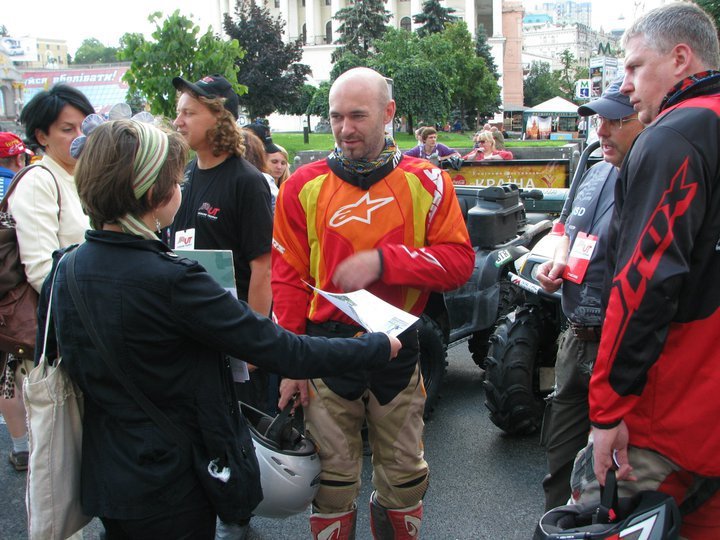
Акція проти джипінгу, 2011-07-02
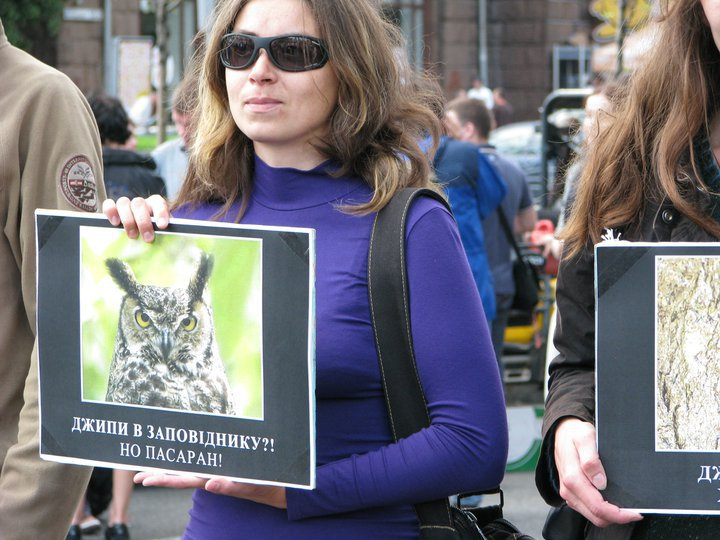
Акція проти джипінгу, 2011-07-02
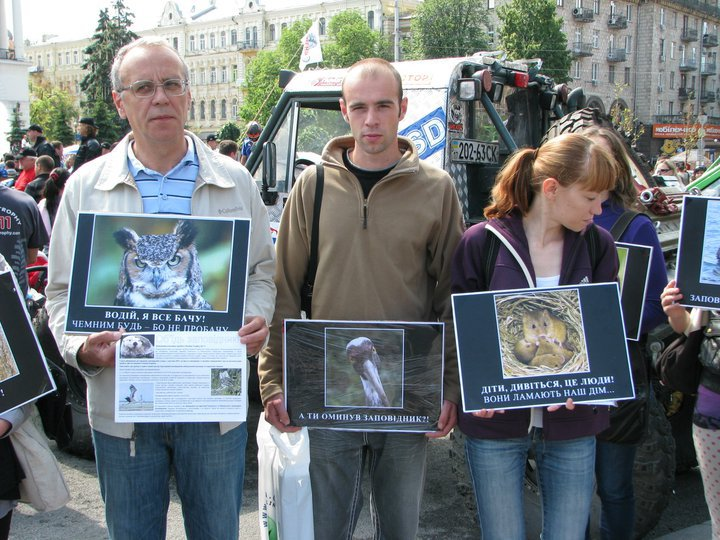
Акція проти джипінгу, 2011-07-02

В реакцію на це Вінницька та Івано-Франківська області прийняли відповідне рішення на прохання екологічних організацій, а Мінприроди України заборонило установам ПЗФ погоджувати на своїй території проведення ралі, перегонів та фестивалів.
Також Держуправління охорони навколишнього природного середовища в Донецькій області листом від 29.09.2011 № 11-7476 звернуло увагу керівників установ природно-заповідного фонду області та керівників інших установ та організацій на необхідність вжиття заходів із недопущення самовільного заїзду транспортних засобів на територіях природно-заповідного фонду.
Навіть простий перегляд відео перегонів в інтернеті показав, що вони відбувались і на території Опукського заповідника, куди навіть пішому туристу вхід заборонено! Самі учасники перегонів виклали в Інтернет відео, на якому добре видно, як джипи перетинають межу заповідника.

### 2012
У 2012 році, майже всі відомі джиперські заходи так чи інакше зачіпали території природно-заповідного фонду. Так, на Київщині колосального руйнування зазнав заказник «Васильківські Карпати», де відбулось так зване «Гаплик-трофі». 16 квітня група природоохоронців обстежила територію заказника та виявила табір джиперів, розміщений у самому заказнику. На всій території заказника на схилах і, особливо, в річищі та на заплаві малої річки, що протікає в балці, дуже багато слідів важкопрохідної техніки. Наслідки джипінгу виявлені і в іншому вкрай цінному заказнику Київщини — «Козинський».
До скандалу призвів трофі-рейд в Дніпропетровській області, в заказнику "Самарський бір".
25.05.2012 стало відомо, що на території НПП"Олешківські піски" на Херсонщині проходить 2-й етап Кубка України ралі-рейдів. Відео, продемонстроване телеканалом «Інтер», добре показує, як впливають джипи на вразливу природу пісків. Рослинність напівпустель утворює поверх барханів так звану «біологічну плівку» (сукупність злаків, лишайників і мохів, які скріпляють піски). Достатньо пішої групи людей, щоб порушити цю хитку екосистему, не кажучи вже про велику кількість потужного автотранспорту. Про реалії джипінгу в Олешківських пісках стало відомо від свідомих журналістів, запрошених на прес-тур, приурочений до ралі. Розслідування екологів показало, що не лише дирекція НПП «Олешківські піски» дозволила проведення заходу, а і практично всі державні органи області включно з МВС займались підготовкою заходу на виконання спеціального розпорядження голови облдержадміністрації.
Аналогічно відбулись і перегони «Горгани-Трофі», відносно яких екологи підозрюють, що вони відбувались не лише в межах кількох карпатських заказників, а і в ПЗ «Горгани». На Тернопільщині відбувся власний захід «Бережани-Трофі», що
пройшов територією опільських заказників, що плануються до включення в новий НПП. Боротьба екологів із джиперами розгортається навіть у Києві. Так, і у прадавніх лісах Пуща-Водиці відбулось вчасно не виявлене екологами трофі територією заказника «Межигірсько-Пуща-Водицький».
Низка анонімних груп активістів провели радикальні акції перекриття заїздів до установ природно-заповідного фонду.

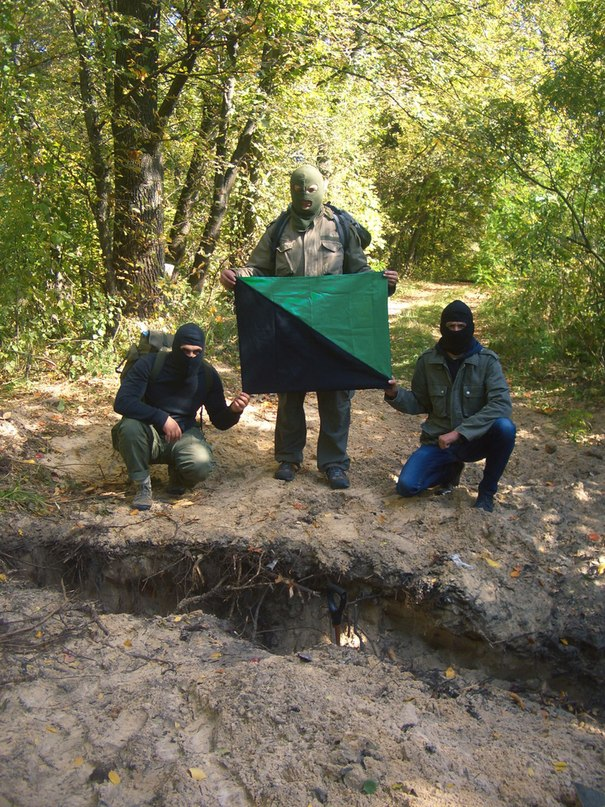
Акція проти джипінгу, 2012
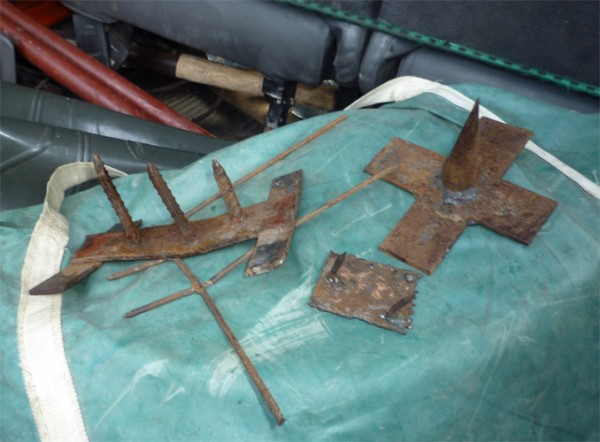
Шипи проти джипінгу, 2012

### 2014
На прохання видати наказ, про заборону заїзду приватного автотранспорту, мототранспорту та квадроциклів на території об'єктів природно-заповідного фонду поза дорогами загального користування міністр А. Мохник повідомив НЕЦУ, що заборона конкретного виду діяльності в конкретному об'єкті ПЗФ можлива лише шляхом внесення відповідних змін в положення про нього. Натомість після ротації, міністр І. Шевченко 16.03.2015 р. видав наказ № 80 «Про додаткові заходи щодо збереження територій та об'єктів природно-заповідного фонду», яким запроваджено такі обмеження для установ ПЗФ у системі Мінприроди:
1. Недопущення пересування механізованих транспортних засобів на суші та моторних човнів на річках за винятком: пересування дорогами загального користування; випадків, пов'язаних з ліквідацією наслідків надзвичайних ситуацій, стихійних лих; виконання службових обов'язків правоохоронними органами; здійснення національними природними пареами діяльності відповідно до Положень про них.
2. Недопущення проведення змагань, перегонів, ралі, трофі-рейдів тощо з використанням механізованих транспортних засобів та моторних човнів.
3. Проведення заходів із залученням звуковідтворювальної техніки, потужнішої за 90 децибел, а також використання феєрверків, іншої піротехніки, особливо у весняно-літній період розмноження тварин (з квітня по липень).

### 2015
Поява спеціального наказу Мінприроди України, яким було введено заборону на джипінг в межах об'єктів природно-заповідного фонду, що підпорядковані Мінприроди, не спричинило значних змін в обмеженні ектремальних авторозваг на землях ПЗФ. Так, у серпні 2015 року співробітники ЕПЛ були свідками масового використання квадроциклів та автомобілів
підвищеної прохідності на території НПП «Білобережжя Святослава», а активісти ДОП «Зелене Майбутнє» виявили численні факти
джипнгу на території Карпатського НПП та Карпатського БЗ.

### 2017
16-18 червня 2017 року в Херсонській області заплановане проведення т.зв. «Дня квадроцикліста-2017», в рамках якого заплановані заїзди груп квадроциклістів на територію національних парків «Джарилгацький», «Олешківські піски» та Чорноморського біосферного заповідника. Міністр екології та природних ресурсів України Остап СЕМЕРАК доручив зупинити джипінг в національних парках Херсонщини.
В серпні 2017 року відмовились від джипінгу у Карпатах українців закликало керівництво Департаменту екології та природних ресурсів Закарпатської ОДА.

### 2025 Юридична заборона джипінгу
8 січня 2025 року Верховна Рада ухвалила законопроєкт №11024 про заборону джипінгу на територіях природно-заповідного фонду. Першим кроком до заборони шкідливого для довкілля джипінгу стала петиція до президента, яку українці ініціювали у вересні 2022 року. Зміни, що були внесені до законодавства обмежують можливість проїзду механічними транспортними засобами, як-от джипами, квадроциклами та багі, по територіях природно-заповідного фонду України.

## Персоналії, відомі по незаконних джипінг-заходах на землях природно-заповідного фонду
- Сергій Мінько, мер Мелітополя[25]
- Віктор Янукович, екснардеп[26]
- Євген Рищук, заступник голови Херсонської ОДА[25]
- Політик Євген Червоненко - натхненник і організаторі ралі в Кримських заповідниках[27]
- Світлана Лобода - співачка, учасник святкових концертів на підтримку ралі в кримських заповідниках[28]

## Тематичні ресурси
- Сайт "Цивілізований Джипінг" http://pryroda.in.ua/jeaping/ [Архівовано 9 серпня 2017 у Wayback Machine.]
- Тематичний розділ сайту ВГО "Національний екологічний центр України" http://necu.org.ua/dzhyping/ [Архівовано 14 серпня 2017 у Wayback Machine.]